# Llista d'ocells de Dominica
Aquesta llista d'ocells de Dominica inclou totes les espècies d'ocells trobats a Dominica: 188, de les quals dues són endemismes, 2 hi han estat introduïdes i 5 estan globalment amenaçades d'extinció.
Els ocells s'ordenen per ordre i família.

## Podicipediformes

### Podicipedidae
- Tachybaptus dominicus
- Podilymbus podiceps

## Procellariiformes

### Procellariidae
- Pterodroma hasitata
- Calonectris diomedea
- Puffinus gravis
- Puffinus puffinus
- Puffinus lherminieri

### Hydrobatidae
- Oceanites oceanicus
- Oceanodroma leucorhoa

## Pelecaniformes

### Phaethontidae
- Phaethon aethereus
- Phaethon lepturus

### Pelecanidae
- Pelecanus occidentalis

### Sulidae
- Sula dactylatra
- Sula sula
- Sula leucogaster

### Phalacrocoracidae
- Phalacrocorax brasilianus

### Fregatidae
- Fregata magnificens

## Ciconiiformes

### Ardeidae
- Ardea herodias
- Ardea alba
- Egretta rufescens
- Egretta tricolor
- Egretta caerulea
- Egretta thula
- Egretta garzetta
- Bubulcus ibis
- Butorides virescens
- Nycticorax nycticorax
- Nyctanassa violacea
- Ixobrychus exilis

### Ciconiidae
- Mycteria americana

### Threskiornithidae
- Eudocimus albus
- Eudocimus ruber
- Plegadis falcinellus

## Anseriformes

### Anatidae
- Dendrocygna bicolor
- Dendrocygna arborea
- Dendrocygna autumnalis
- Anas americana
- Anas carolinensis
- Anas discors
- Anas clypeata
- Aythya affinis
- Nomonyx dominica

## Falconiformes

### Pandionidae
- Pandion haliaetus

### Accipitridae
- Circus cyaneus
- Buteo platypterus

### Falconidae
- Falco sparverius
- Falco columbarius
- Falco peregrinus

## Gruiformes

### Rallidae
- Porzana carolina
- Porphyrio martinica
- Gallinula chloropus
- Fulica caribaea

## Charadriiformes

### Recurvirostridae
- Himantopus mexicanus

### Charadriidae
- Pluvialis dominica
- Pluvialis squatarola
- Charadrius semipalmatus
- Charadrius wilsonia
- Charadrius vociferus

### Scolopacidae
- Gallinago delicata
- Limnodromus griseus
- Limosa haemastica
- Numenius phaeopus
- Bartramia longicauda
- Actitis macularius
- Tringa solitaria
- Tringa melanoleuca
- Tringa semipalmata
- Tringa flavipes
- Arenaria interpres
- Calidris canutus
- Calidris alba
- Calidris pusilla
- Calidris mauri
- Calidris minutilla
- Calidris fuscicollis
- Calidris bairdii
- Calidris melanotos
- Calidris ferruginea
- Calidris alpina
- Calidris himantopus

### Laridae
- Larus delawarensis
- Larus fuscus
- Larus smithsonianus
- Larus atricilla
- Larus pipixcan
- Xema sabini

### Sternidae
- Anous stolidus
- Onychoprion fuscatus
- Onychoprion anaethetus
- Sternula antillarum
- Gelochelidon nilotica
- Hydroprogne caspia
- Chlidonias niger
- Sterna dougallii
- Sterna hirundo
- Thalasseus maximus
- Thalasseus sandvicensis

### Stercorariidae
- Stercorarius skua
- Stercorarius pomarinus
- Stercorarius parasiticus
- Stercorarius longicaudus

## Columbiformes

### Columbidae
- Columba livia
- Patagioenas leucocephala
- Patagioenas squamosa
- Streptopelia decaocto
- Streptopelia roseogrisea
- Zenaida aurita
- Zenaida asiatica
- Columbina passerina
- Geotrygon mystacea
- Geotrygon montana

## Psittaciformes

### Psittacidae
- Aratinga pertinax
- Amazona arausiaca
- Amazona imperialis

## Cuculiformes

### Cuculidae
- Coccyzus erythropthalmus
- Coccyzus americanus
- Coccyzus minor
- Crotophaga ani

## Strigiformes

### Tytonidae
- Tyto glaucops
- Tyto alba

## Caprimulgiformes

### Caprimulgidae
- Chordeiles minor
- Caprimulgus cayennensis

## Apodiformes

### Apodidae
- Cypseloides niger
- Chaetura martinica
- Chaetura pelagica

### Trochilidae
- Eulampis jugularis
- Eulampis holosericeus
- Orthorhyncus cristatus
- Cyanophaia bicolor

## Coraciiformes

### Alcedinidae
- Megaceryle alcyon
- Megaceryle torquata

## Piciformes

### Picidae
- Sphyrapicus varius

## Passeriformes

### Tyrannidae
- Elaenia martinica
- Contopus latirostris
- Tyrannus tyrannus
- Tyrannus dominicensis
- Myiarchus oberi

### Hirundinidae
- Riparia riparia
- Progne dominicensis
- Hirundo rustica
- Petrochelidon pyrrhonota

### Bombycillidae
- Bombycilla cedrorum

### Troglodytidae
- Troglodytes aedon

### Mimidae
- Mimus gilvus
- Cinclocerthia ruficauda
- Allenia fusca
- Margarops fuscatus

### Turdidae
- Cichlherminia lherminieri
- Myadestes genibarbis
- Turdus plumbeus
- Turdus nudigenis

### Vireonidae
- Vireo flavifrons
- Vireo altiloquus

### Fringillidae
- Euphonia musica

### Parulidae
- Parula americana
- Dendroica petechia
- Dendroica pensylvanica
- Dendroica magnolia
- Dendroica tigrina
- Dendroica caerulescens
- Dendroica coronata
- Dendroica virens
- Dendroica fusca
- Dendroica palmarum
- Dendroica castanea
- Dendroica striata
- Dendroica plumbea
- Mniotilta varia
- Setophaga ruticilla
- Protonotaria citrea
- Seiurus aurocapilla
- Seiurus noveboracensis
- Seiurus motacilla
- Oporornis formosus
- Oporornis philadelphia
- Geothlypis trichas
- Wilsonia citrina

## Passeriformes

### Coerebidae
- Coereba flaveola

### Thraupidae
- Piranga olivacea

### Emberizidae
- Tiaris bicolor
- Loxigilla noctis

### Cardinalidae
- Saltator albicollis
- Pheucticus ludovicianus
- Passerina cyanea

### Icteridae
- Dolichonyx oryzivorus
- Quiscalus lugubris
- Molothrus bonariensis
- Icterus icterus[1]